# Mozarab építészet
A mozarab építészet egy kora középkori művészeti stílus, amely a preromán stílus része és Al-Andalusban és León királyságában alakult ki. Fő emlékei templomok. Ezek alapvetően a vizigót hagyományokat követik, de stílusuk eltér az asztúriai preromán építészetétől.

## Kialakulása
A mozarab építészet a korai román és mór elemekből alakult ki. Igen sok mozarab templom a 9. század végén, illetve a 10. században épült. Ehhez jelentősen hozzájárult, hogy a 10. században iszlámellenes fanatizmusuk miatt elüldözték Córdobából a keresztény szerzeteseket. Az északi királyságokba áttelepült szerzetesek ott újfajta templomokat kezdtek építeni.

## Stílusjegyei
A mozarab épületek számos részlete iszlám formákat őriz, de összhatásuk teljesen elüt a kor arab építészetétől.
A templomok berendezése a mozarab rítus igényeinek megfelelő, de szobordíszeik alig voltak.
Két legfontosabb csoportja a toledói és a kasztíliai-leóni. Utóbbiak közül kettő különösen jelentős:
- San Cebrián de Mazote bazilika,
- San Baudelio de Berlanga templom.

## Példák
A mozarab építészet főbb példái:
 Spanyolország:
Castille és León:
- San Miguel de Escalada-kolostor (León)
- Santiago de Peñalba-templom (León)
- Santo Tomás de las Ollas (León)
- San Baudelio de Berlanga (Soria)
- San Cebrián de Mazote (Valladolid)
- Santa María de Wamba (Valladolid)
- San Salvador de Tabara (Zamora)

Cantabria:
- Santa María de Lebeña (Cantabria)

Aragón:
- San Juan de la Peña (Huesca)
- Serrablo temploma (Huesca)

La Rioja
- San Millán de Suso (San Millán de la Cogolla)

Katalónia:
- Sant Quirze de Pedret (Barcelona)
- Santa Maria de Marquet (Barcelona)
- Sant Cristòfol-templom (Barcelona)
- Sant Julià de Boada (Girona)
- Santa Maria de Matadars (Barcelona)

Galicia:
- San Miguel de Celanova (Orense)

 Portugália:
- São Pedro de Lourosa (Lourosa da Beira)
- Catedral de Idanha-a-Velha (Idanha-a-Velha)

## Galéria

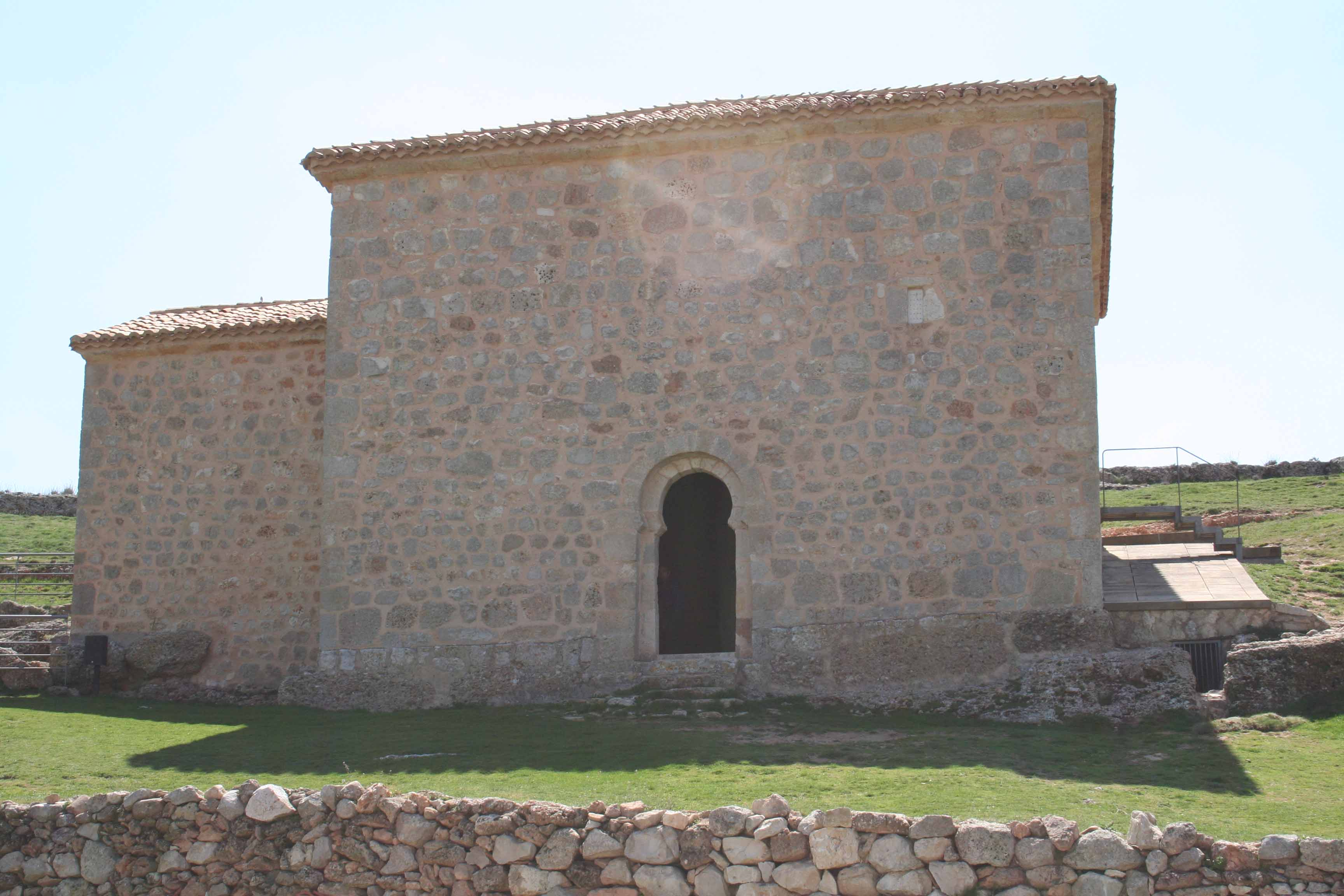
San Baudelio de Berlanga, Soria.
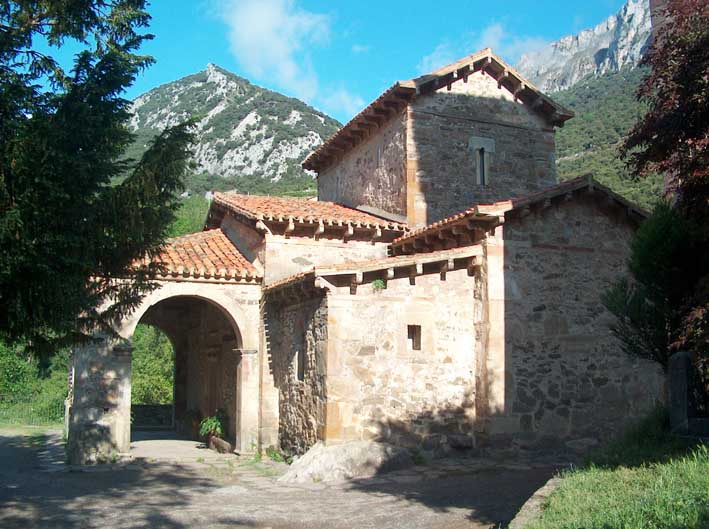
Santa María de Lebeña, Cantabria.
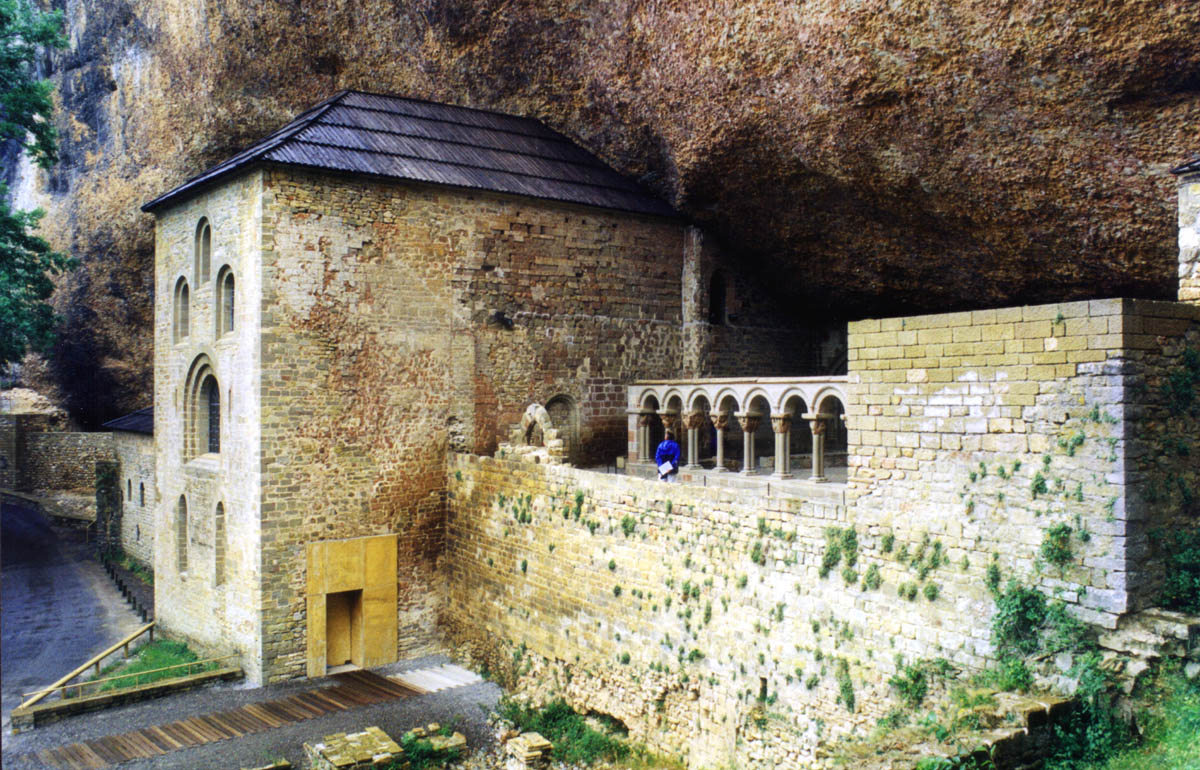
San Juan de la Peña, Aragón
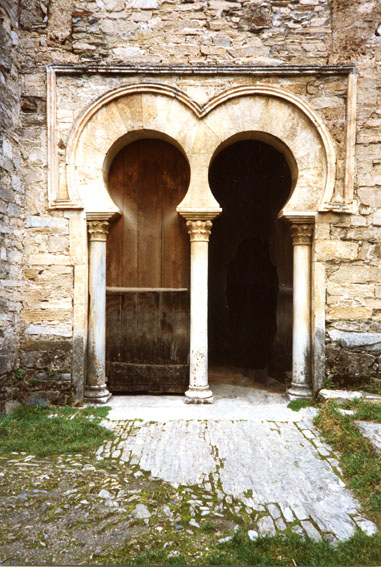
Santiago de Peñalba (León tart.)
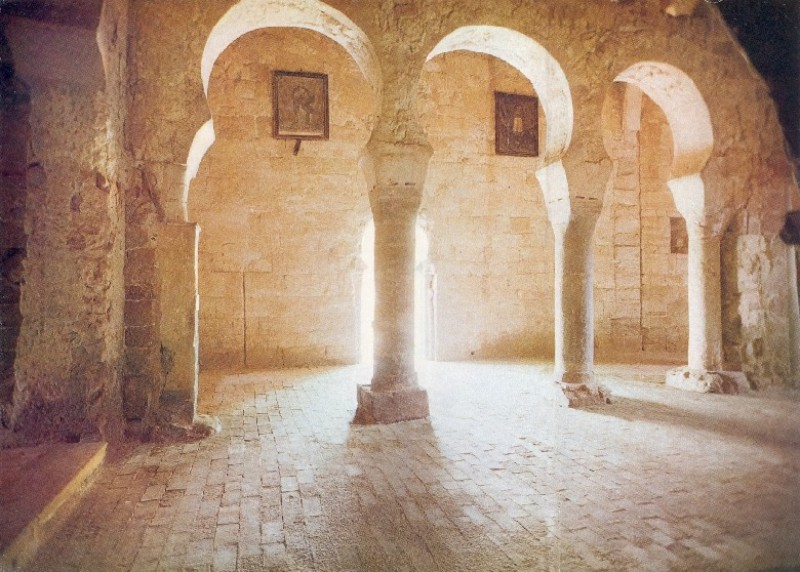
San Millán de Suso, La Rioja
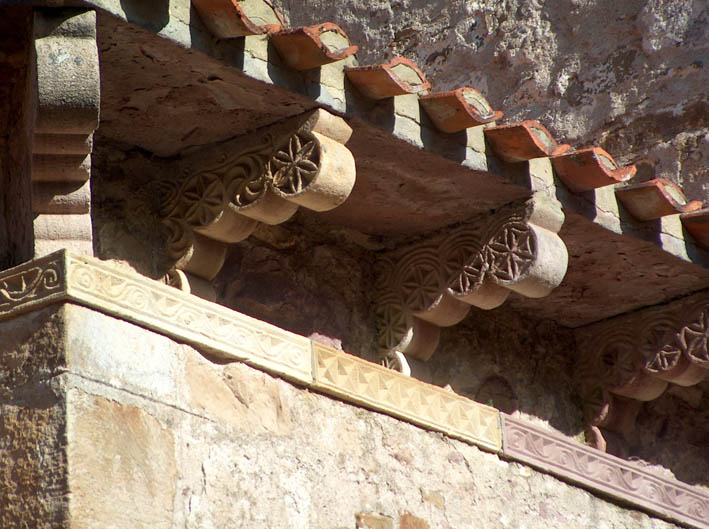
Santa María de Lebeña (Cantabria)
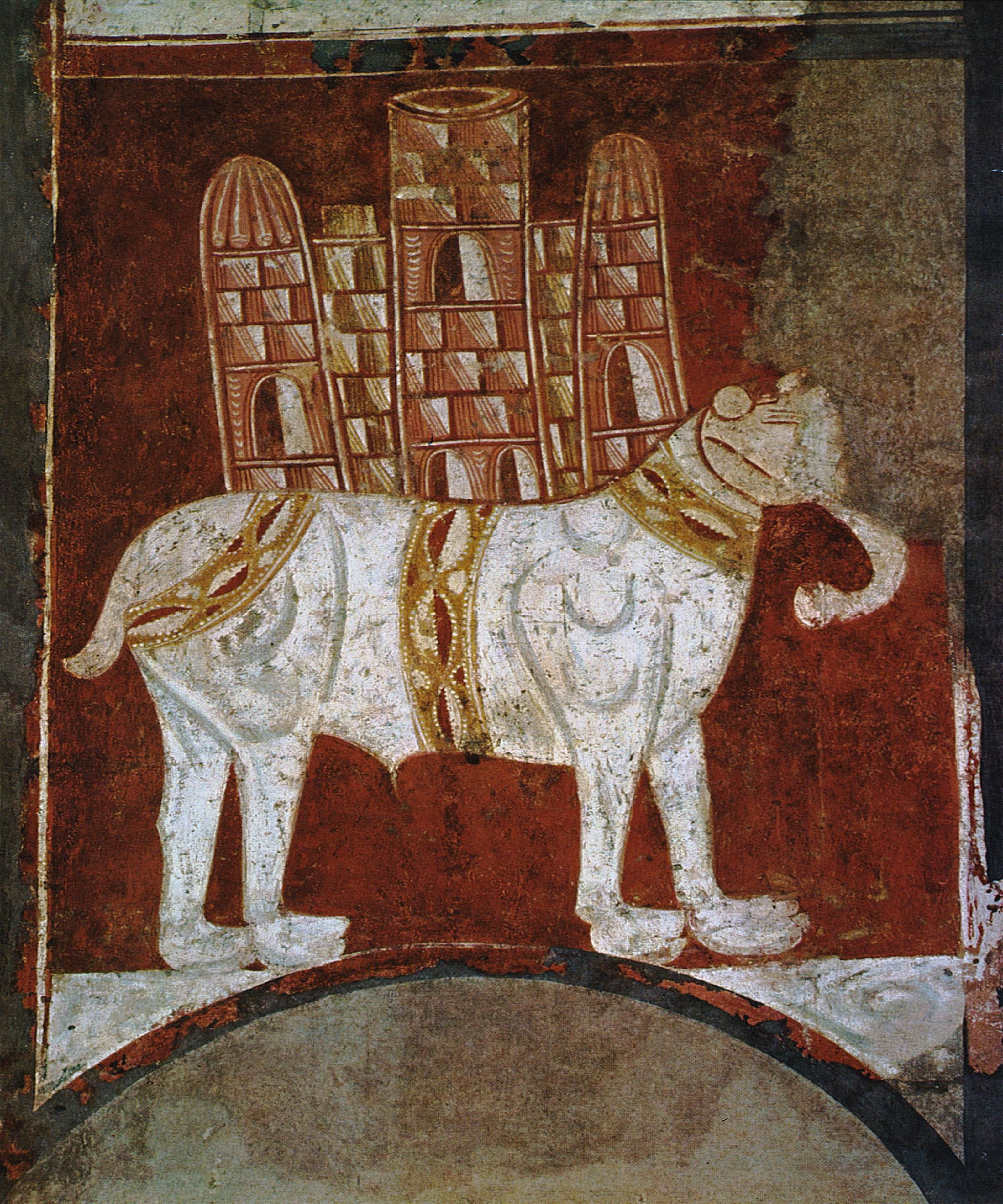
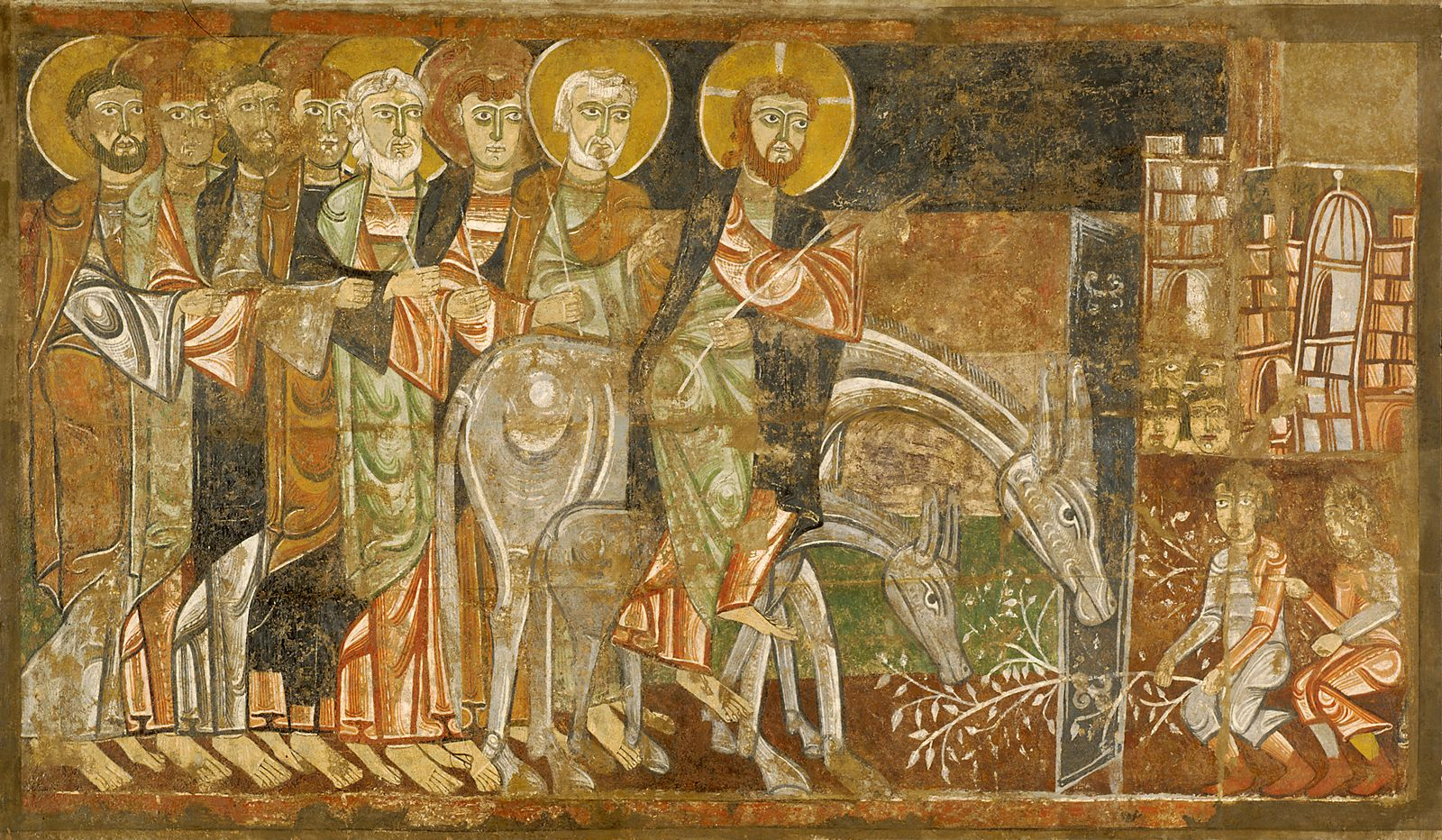
Krisztus bevonul Jeruzsálembe, ma Indianapolis-ban
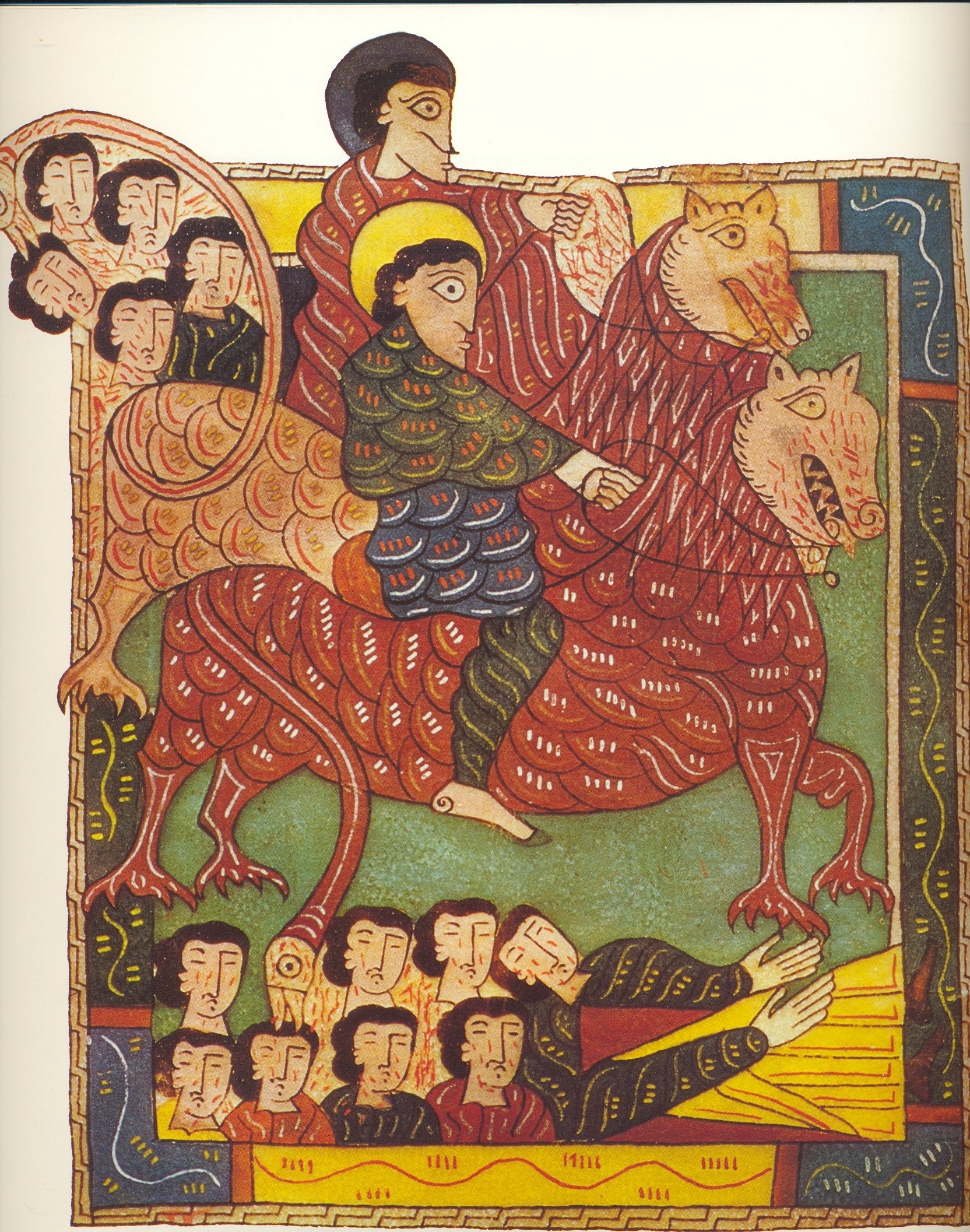
Escorial Beatus